# Małgorzata Suska–Malawska
Małgorzata Bożena Suska-Malawska – polska biolog, profesor nauk ścisłych i przyrodniczych, pracownik naukowy Instytutu Biologii Środowiskowej Wydziału Biologii Uniwersytetu Warszawskiego.

## Życiorys
W 1985 ukończyła studia biologiczne na Uniwersytecie Warszawskim, w 1999 obroniła pracę doktorską pt. Skażenie gleby i roślin polichlorowanymi bifenylami, wielopierścieniowymi węglowodorami, aromatycznymi oraz metalami ciężkimi w sąsiedztwie szlaków i węzłów kolejowych, której promotorem był prof. Bogusław Wiłkomirski. W 2009 habilitowała się na podstawie pracy zatytułowanej Rola siedlisk hydrogenicznych w procesie akumulacji i migracji wielopierścieniowych węglowodorów aromatycznych. W 2022 uzyskała tytuł profesora nauk ścisłych i przyrodniczych.
Pracowała na stanowisku adiunkta w Instytucie Botaniki na Wydziale Biologii Uniwersytetu Warszawskiego.